# Рудолф Вайгъл
Ру̀долф Стефан Ян Ва̀йгъл (на полски: Rudolf Stefan Jan Weigl) е полски биолог, професор в Лвовския, Ягелонския и Познанския университет, създател на първата ефективна ваксина за петнист тиф, носител на почетното звание „праведник сред народите на света“.